# Stephanie Vogt
Stephanie Vogt (Vaduz, 15 februari 1990) is een voormalig professioneel tennisspeelster uit Liechtenstein. Zij begon met tennis toen zij zes jaar oud was. Haar favoriete ondergrond was gravel. Zij was actief in het professioneel tenniscircuit sinds 2006 en kwam uit voor het Liechtensteinse Fed Cup-team.

## Loopbaan

### Enkelspel
Vogt debuteerde in 2004 op het ITF-toernooi van haar geboorteplaats Vaduz (Liechtenstein). Zij stond in 2007 voor het eerst in een finale, op het ITF-toernooi van Davos (Zwitserland) – hier veroverde zij haar eerste titel, door de Australische Jessica Moore te verslaan. Zij won twaalf ITF-titels.
In 2012 nam zij deel aan de Olympische spelen in Londen – daarbij was zij vlagdrager voor Liechtenstein.

### Dubbelspel
Vogt debuteerde in 2005 op het ITF-toernooi van Lenzerheide (Zwitserland) samen met Justina Derungs. Zij stond in 2008 voor het eerst in een finale, op het ITF-toernooi van Mallorca (Spanje), samen met Polona Hercog – hier veroverde zij haar eerste titel, door de Spaanse Letícia Costas Moreira en Maite Gabarrus Alonso te verslaan. In totaal won zij elf ITF-titels.
In oktober 2013 kwalificeerde Vogt zich voor het eerst voor een WTA-hoofdtoernooi, op het toernooi van Linz, samen met Yanina Wickmayer. Zij kwamen niet voorbij de eerste ronde. De week erna stond zij voor het eerst in een WTA-finale, op het toernooi van Luxemburg, weer samen met Yanina Wickmayer – hier veroverde zij haar eerste titel, door Kristina Barrois en Laura Thorpe te verslaan.

## Posities op deWTA-ranglijst
Positie per einde seizoen:
| jaar | rang enkelspel | rang dubbelspel |
| ---- | -------------- | --------------- |
| 2015 | 163            | 81              |
| 2014 | 198            | 103             |
| 2013 | 143            | 133             |
| 2012 | 244            | 279             |
| 2011 | 233            | 299             |
| 2010 | 307            | 410             |
| 2009 | 806            | –               |
| 2008 | 289            | 378             |
| 2007 | 481            | 990             |
| 2006 | 988            | –               |

## Palmares
| Legenda                 |
| ----------------------- |
| Grandslamtoernooi       |
| Olympische Spelen       |
| Year-End Championships  |
| Premier Mandatory       |
| Premier Five / WTA 1000 |
| Premier / WTA 500       |
| International / WTA 250 |
| Challenger / WTA 125    |

### WTA-finaleplaatsen vrouwendubbelspel
| nr.              | finale     | toernooi        | ondergrond    | partner          | tegenstandsters                  | score            |         |
| ---------------- | ---------- | --------------- | ------------- | ---------------- | -------------------------------- | ---------------- | ------- |
| gewonnen finales |            |                 |               |                  |                                  |                  |         |
| 1.               | 2013-10-20 | WTA Luxemburg   | hardcourt (i) | Yanina Wickmayer | Kristina Barrois Laura Thorpe    | 7-6, 6-4         | details |
| 2.               | 2015-07-26 | WTA Bad Gastein | gravel        | Danka Kovinić    | Lara Arruabarrena Lucie Hradecká | 4-6, 6-3, [10-6] | details |

### Gewonnen ITF-toernooien enkelspel
| nr. | finale     | toernooi            | ondergrond    | dotatie  | tegenstandster in finale | score         |
| --- | ---------- | ------------------- | ------------- | -------- | ------------------------ | ------------- |
| 1.  | 2007-06-24 | Davos               | gravel        | $10.000  | Jessica Moore            | 6-4, 4-6, 6-3 |
| 2.  | 2008-05-04 | Makarska            | gravel        | $50.000  | Anastasia Pivovarova     | 6-2, 6-3      |
| 3.  | 2010-05-29 | Velenje             | gravel        | $10.000  | Pavla Šmídová            | 6-1, 6-2      |
| 4.  | 2010-10-31 | Caïro               | gravel        | $25.000  | Maša Zec Peškirič        | 6-1, 6-3      |
| 5.  | 2011-09-11 | Alphen aan den Rijn | gravel        | $25.000  | Katarzyna Piter          | 6-2, 6-4      |
| 6.  | 2013-03-10 | Sutton              | hardcourt (i) | $10.000  | Carina Witthöft          | 3-6, 6-4, 6-3 |
| 7.  | 2013-03-17 | Bath                | hardcourt (i) | $15.000  | An-Sophie Mestach        | 7-6, 6-3      |
| 8.  | 2013-07-13 | Biarritz            | gravel        | $100.000 | Anna Schmiedlová         | 1-6, 6-3, 6-2 |
| 9.  | 2013-09-15 | Podgorica           | gravel        | $25.000  | Anett Kontaveit          | 6-4, 6-3      |
| 10. | 2014-02-16 | São Paulo           | gravel        | $25.000  | Marina Melnikova         | 6-1, 6-4      |
| 11. | 2014-02-16 | Bath                | hardcourt (i) | $25.000  | Alberta Brianti          | 6-3, 7-6      |
| 12. | 2015-06-06 | Brescia             | gravel        | $25.000  | Andrea Gámiz             | 7-6, 6-4      |

### Gewonnen ITF-toernooien dubbelspel
| nr. | finale     | toernooi      | ondergrond    | dotatie  | partner              | tegenstandsters in finale                    | score            |
| --- | ---------- | ------------- | ------------- | -------- | -------------------- | -------------------------------------------- | ---------------- |
| 1.  | 2008-02-16 | Mallorca      | gravel        | $10.000  | Polona Hercog        | Letícia Costas Moreira Maite Gabarrus Alonso | 7-6, 6-3         |
| 2.  | 2008-05-04 | Makarska      | gravel        | $50.000  | Polona Hercog        | Tadeja Majerič Maša Zec Peškirič             | 7-5, 6-2         |
| 3.  | 2012-03-25 | Bath          | hardcourt (i) | $25.000  | Tatjana Malek        | Julie Coin Melanie South                     | 6-3, 3-6, [10-3] |
| 4.  | 2012-07-15 | Aschaffenburg | gravel        | $25.000  | Florencia Molinero   | Malou Ejdesgaard Réka Luca Jani              | 6-3, 7-6         |
| 5.  | 2013-05-04 | Civitavecchia | gravel        | $25.000  | Renata Voráčová      | Paula Kania Magda Linette                    | 6-3, 6-4         |
| 6.  | 2013-09-06 | Mestre        | gravel        | $50.000  | Laura Thorpe         | Petra Krejsová Tereza Smitková               | 7-6, 7-5         |
| 7.  | 2014-05-11 | Trnava        | gravel        | $75.000  | Zheng Saisai         | Margarita Gasparjan Jevgenia Rodina          | 6-4, 6-2         |
| 8.  | 2014-06-01 | Grado         | gravel        | $25.000  | Verónica Cepede Royg | Lara Arruabarrena Florencia Molinero         | 6-4, 6-2         |
| 9.  | 2014-07-12 | Biarritz      | gravel        | $100.000 | Florencia Molinero   | Lourdes Domínguez Lino Teliana Pereira       | 6-2, 6-2         |
| 10. | 2014-09-28 | Podgorica     | gravel        | $25.000  | Alexandra Cadanțu    | Xenia Knoll Arantxa Rus                      | 6-1, 3-6, [10-2] |
| 11. | 2016-01-09 | Victoria Park | hardcourt     | $25.000  | Viktorija Golubic    | Hsu Ching-wen Emma Laine                     | 6-2, 1-6, [10-4] |